# Hermann Schlotterbeck
Hermann Eugen Schlotterbeck (* 13. Januar 1919; † 21. April 1945 in Riedlingen) war ein deutscher kommunistischer Widerstandskämpfer gegen den Nationalsozialismus und ein Opfer des NS-Regimes.

## Leben
Hermann Schlotterbeck war der jüngste Sohn des Metallarbeiters Gotthilf Schlotterbeck und dessen Frau Maria; seine Geschwister waren die Widerstandskämpfer Friedrich Schlotterbeck (1909–1979) und Gertrud Lutz (1910–1944). Er wuchs in Stuttgart-Luginsland auf. Schon als 14-Jähriger kam Hermann Schlotterbeck 1933 wegen Verteilung von kommunistischen Flugblättern ins KZ Heuberg, wo er schwer misshandelt wurde. Wegen seiner Jugend wurde damals seitens der Staatsanwaltschaft von einer Anklage abgesehen; Schlotterbeck wurde wieder freigelassen. Später wurde ein Erziehungs-Fürsorge-Verfahren eingeleitet, da „eine geordnete Erziehung bei seinen Eltern angesichts ihrer politischen Einstellung nicht gewährleistet“ sei. Anlass des Verfahrens war seine Weigerung, in der Gewerbeschule den Hitlergruß zu zeigen. Er durfte in seinem Elternhaus verbleiben, wurde jedoch unter staatliche Schutzaufsicht gestellt. Da er aus einer „staatsfeindlichen Familie“ stammte, wurde er nicht zum Studium zugelassen. 

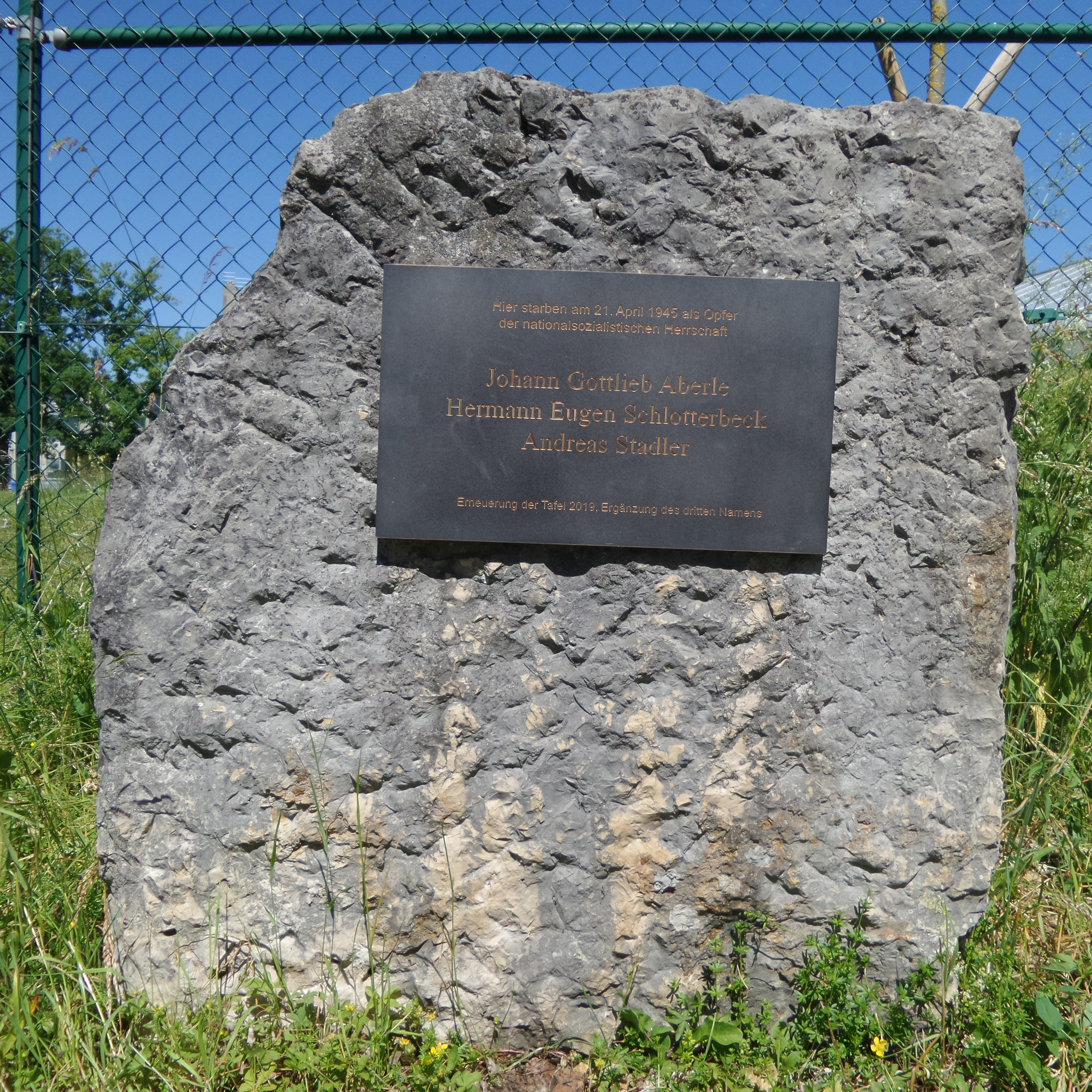
Gedenkstein für Hermann Schlotterbeck, Gottlieb Aberle und Andreas Stadler am Klärwerk Riedlingen

Er arbeitete schließlich im Kodak-Werk in Stuttgart, die 1941 auf Kriegswirtschaft umstellte und auch Entfernungsmessgeräte für die Armee herstellte. Im August 1943 wurde sein Bruder Friedrich aus dem KZ freigelassen. Zusammen mit Friedrich sowie mit dessen Verlobter Else Himmelheber und Karl Stäbler bildete Hermann den Kern einer kommunistischen Widerstandsgruppe in Stuttgart. Nachdem der Doppelagent Eugen Nesper die Gruppe an die Gestapo verraten hatte, versuchte die Gruppe, in die Schweiz zu fliehen. Während Friedrich Schlotterbeck in die Schweiz entkommen konnte, misslang Hermann Schlotterbeck und dem Rest der Gruppe die Flucht.
Hermann Schlotterbeck wurde, nachdem er wochenlang untergetaucht war, am 16. September 1944 von einem Spitzel denunziert. Nach monatelanger Haft und Folter im KZ Welzheim wurde er kurz vor Kriegsende von der SS im Zuge der Räumung des Lagers per LKW abtransportiert. Am 21. April 1945 wurde er in einem Wald bei Riedlingen auf Befehl des Leiters der offiziell bereits aufgelösten Staatspolizeileitstelle Stuttgart, Friedrich Mußgay, durch den SS- und Gestapo-Mann Albert Rentschler erschossen. Hermann Schlotterbecks Schwester, seine Eltern und Else Himmelheber wurden am 30. November 1944 im KZ Dachau ermordet. Einzig Karl Stäbler, der bei seinem gescheiterten Fluchtversuch über die Schweizer Grenze einen Oberschenkeldurchschuss erlitt, gelang es, zurück nach Stuttgart zu fahren. Dort wurde er von Freunden bis zum Ende des Krieges in einem Gartenhaus versteckt.
Friedrich Schlotterbeck ließ nach dem Krieg die Leiche seines Bruders ausgraben und beisetzen. Seine sterblichen Überreste liegen auf dem Friedhof in Stuttgart-Untertürkheim. Dort wurde 1948 ein Ehrengrab für die Widerstandsgruppe Schlotterbeck geschaffen. Zudem gibt es in Untertürkheim eine Schlotterbeckstraße.

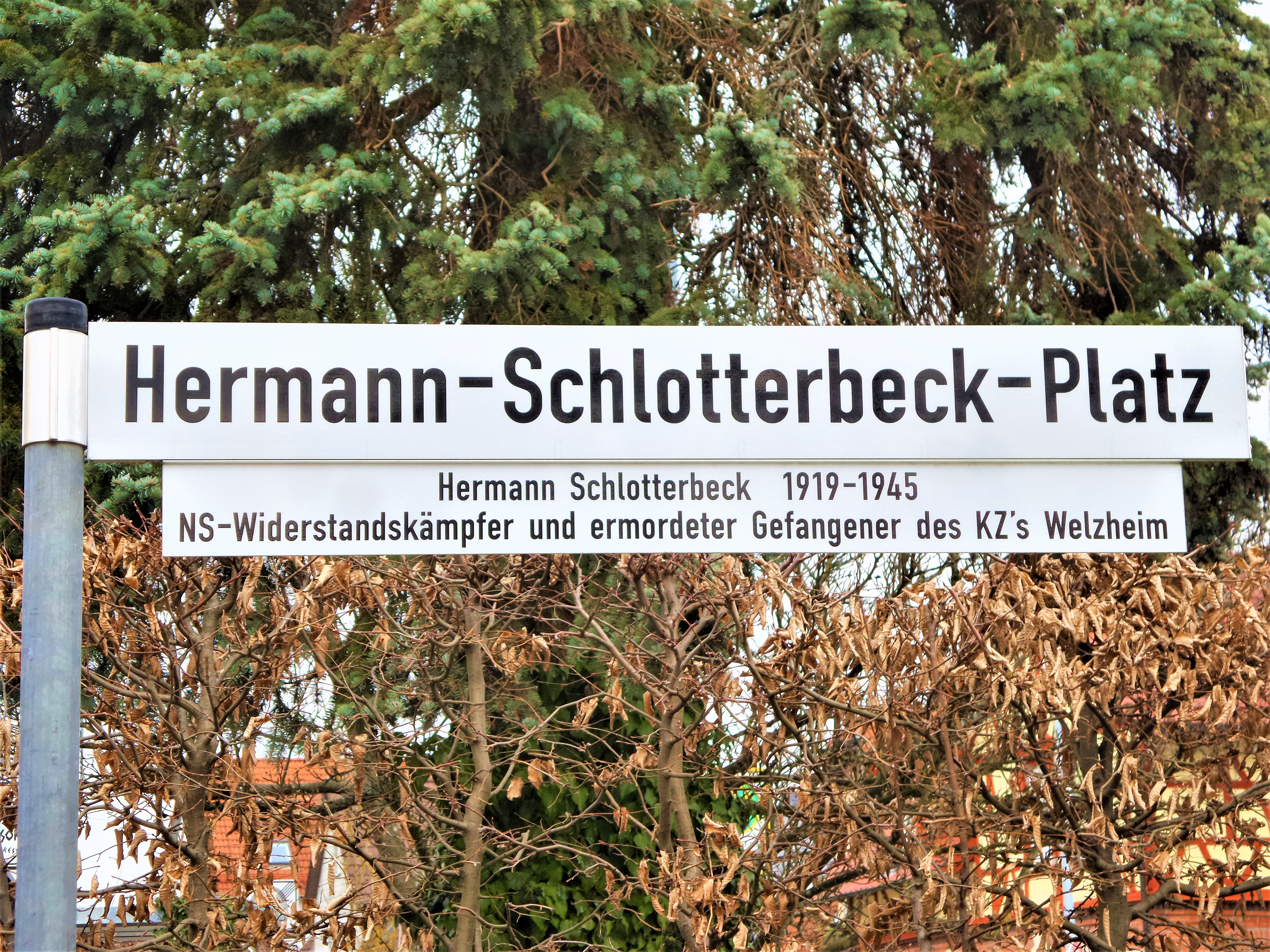
Schild des Hermann-Schlotterbeck-Platzes in Welzheim

Nach Kriegsende 1945 wurde eine Straße im Umfeld des KZ Welzheim, die zuvor nach Lagerkommandant Karl Buck benannt gewesen war, in Hermann-Schlotterbeck-Straße umbenannt. Jedoch wurde die Straße bereits 1948 wieder in Schillerstraße umbenannt. Dies geschah wohl vor dem als problematisch angesehenen Umstand, dass Schlotterbeck Kommunist gewesen war.
2020 wurde der Platz vor der ehemaligen Kommandantur des Lagers in Welzheim in Hermann-Schlotterbeck-Platz umbenannt.